# SEAT Toledo
SEAT Toledo – samochód osobowy klasy kompaktowej, minivan klasy kompaktowej oraz model klasy subkompaktowej produkowany pod hiszpańską marką SEAT w latach 1991–2009 oraz 2012–2019.

## Pierwsza generacja

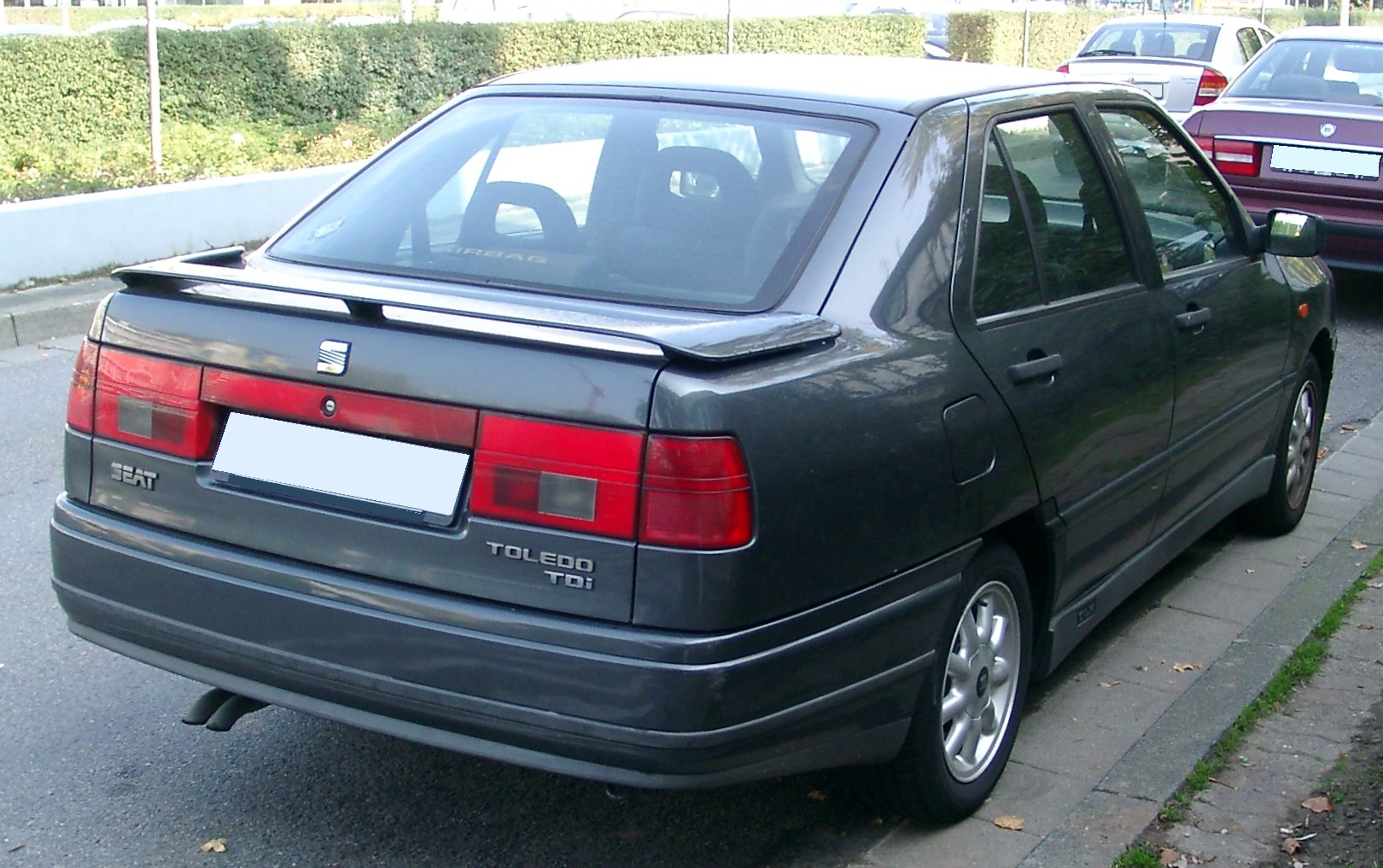
SEAT Toledo I - tył

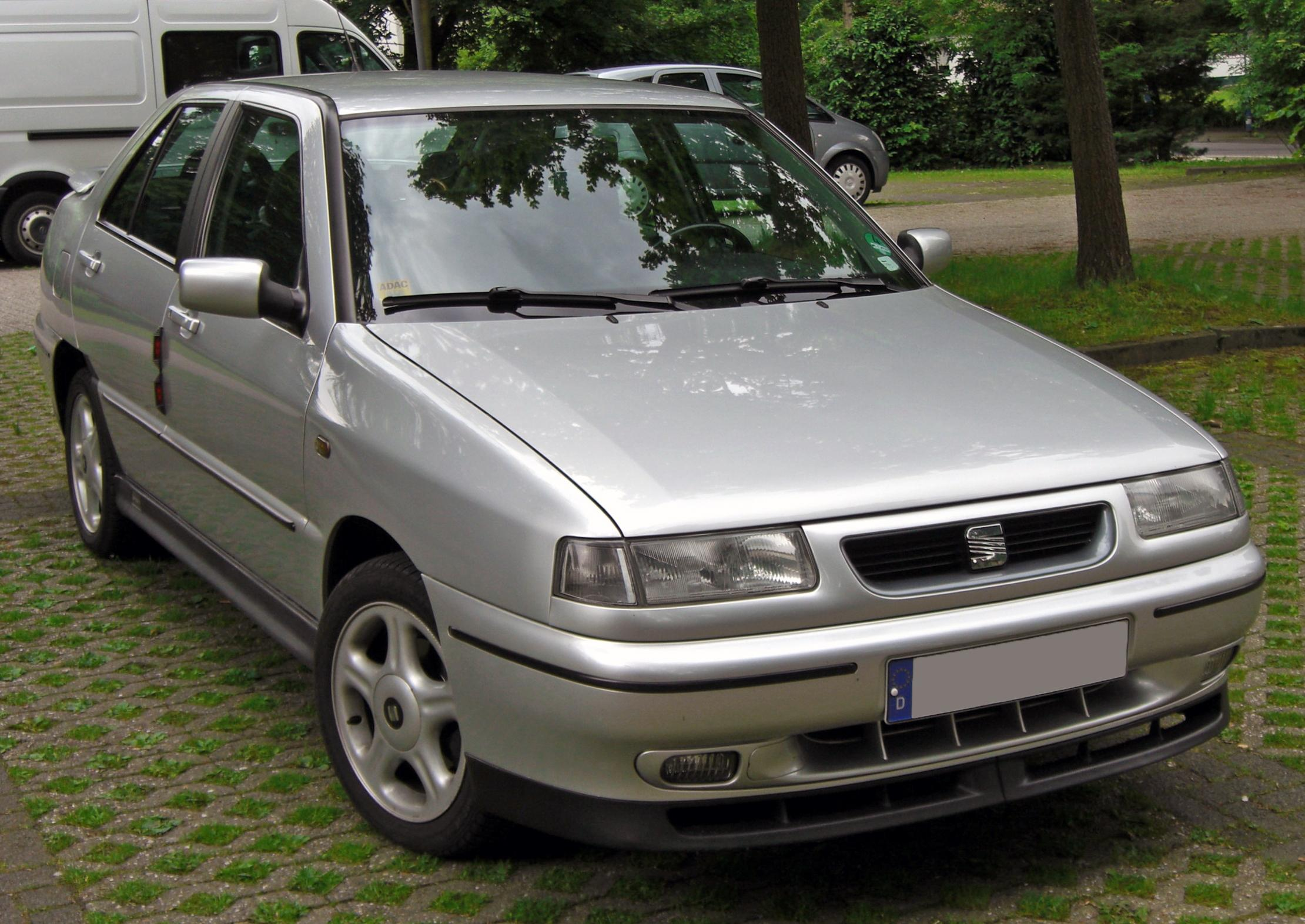
SEAT Toledo I po liftingu

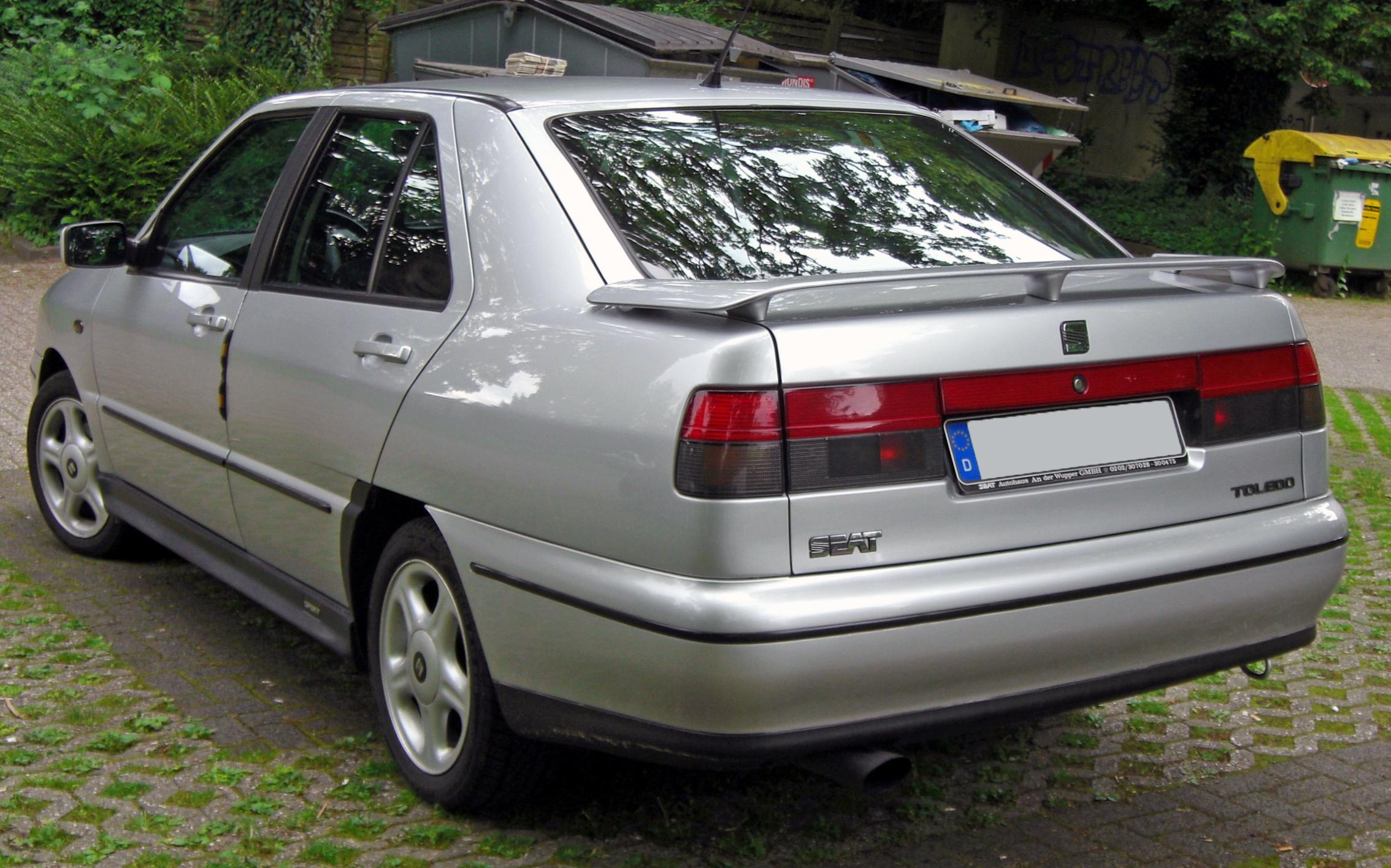
SEAT Toledo I - tył po liftingu

SEAT Toledo I został po raz pierwszy zaprezentowany w 1991 roku.
Było to pierwsze auto opracowane w całości w ramach spółki Volkswagen AG. Model zbudowany został na bazie płyty podłogowej Volkswagena Golfa II, Jetta oraz Corrado. Auto zostało zaprojektowane przez włoskiego stylistę Giorgetto Giugiaro jako następca modelu Málaga. W 1995 roku auto przeszło face lifting. Zmienione zostały m.in. przednie reflektory, atrapa chłodnicy oraz spojler.
W 2003 chiński producent Chery wykupił licencję na Toledo pierwszej generacji, które produkował w latach 1999–2016 w Chinach najpierw jako Chery Fengyun, a po kolejnych modernizacjach jako Chery Cowin.

### Wersje wyposażeniowe
- GT
- SE
- SXE
- Sport
- Magnus
- Magnus Sport/Luxe
- CL
- GL
- GLX

### Silniki
| Silnik                | Pojemność skokowa [cm³] | Typ silnika        | Moc maksymalna [KM] przy obr./min | Maks. moment obrotowy [Nm] przy obr./min | Przyspieszenie 0-100 km/h [s] | Prędkość maks. [km/h] |                    |                    |                    |
| Silniki benzynowe:    | Silniki benzynowe:      | Silniki benzynowe: | Silniki benzynowe:                | Silniki benzynowe:                       | Silniki benzynowe:            | Silniki benzynowe:    | Silniki benzynowe: | Silniki benzynowe: | Silniki benzynowe: |
| --------------------- | ----------------------- | ------------------ | --------------------------------- | ---------------------------------------- | ----------------------------- | --------------------- | ------------------ | ------------------ | ------------------ |
| 1.6 8V                | 1595                    | R4                 | 75 (55)/5200                      | 132/2600                                 | 13,2                          | 170                   |                    |                    |                    |
| 1.6 8V                | 1595                    | R4                 | 71 (52)/5200                      | 124/2750                                 | 13,3                          | 170                   |                    |                    |                    |
| 1.6 8V                | 1595                    | R4                 | 75 (55)/5500                      | 125/2600                                 | 13,3                          | 170                   |                    |                    |                    |
| 1.6 8V                | 1595                    | R4                 | 101 (74)/5800                     | 140/3500                                 | 11,3                          | 188                   |                    |                    |                    |
| 1.8 8V                | 1781                    | R4                 | 88 (65)/5500                      | 140/3000                                 | 12                            | 182                   |                    |                    |                    |
| 1.8 8V                | 1781                    | R4                 | 90 (66)/5500                      | 145/2700-2900                            | 12                            | 182                   |                    |                    |                    |
| 1.8 16V               | 1781                    | R4                 | 128 (94)/6000                     | 160/4500                                 | 9,4                           | 202                   |                    |                    |                    |
| 1.8 16V               | 1781                    | R4                 | 133 (98)/6100                     | 160/4500-5500                            | 9,4                           | 202                   |                    |                    |                    |
| 2.0 8V                | 1984                    | R4                 | 116 (85)/5400                     | 166/3200                                 | 10,5                          | 196                   |                    |                    |                    |
| 2.0 8V                | 1984                    | R4                 | 116 (85)/5400                     | 166/2600                                 | 10,5                          | 196                   |                    |                    |                    |
| 2.0 16V               | 1984                    | R4                 | 150 (110)/6000                    | 180/4800                                 | 8,4                           | 212                   |                    |                    |                    |
| Silniki wysokoprężne: |                         |                    |                                   |                                          |                               |                       |                    |                    |                    |
| 1.9 D                 | 1896                    | R4                 | 68 (50)/4400                      | 127/2200-2600                            | 16,5                          | 165                   |                    |                    |                    |
| 1.9 D                 | 1896                    | R4                 | 64 (47)/4400                      | 124/2000-3000                            | 17,9                          | 158                   |                    |                    |                    |
| 1.9 SDI               | 1896                    | R4                 | 64 (47)/4200                      | 125/2200-2800                            | 17,9                          | 158                   |                    |                    |                    |
| 1.9 TD                | 1896                    | R4                 | 75 (55)/4200                      | 150/2400-3400                            | 14,9                          | 171                   |                    |                    |                    |
| 1.9 TDI               | 1896                    | R4                 | 90 (66)/4000                      | 202/1900                                 | 13,1                          | 180                   |                    |                    |                    |
| 1.9 TDI               | 1896                    | R4                 | 110 (81)/4150                     | 235/1900                                 | 11,2                          | 193                   |                    |                    |                    |

## Druga generacja

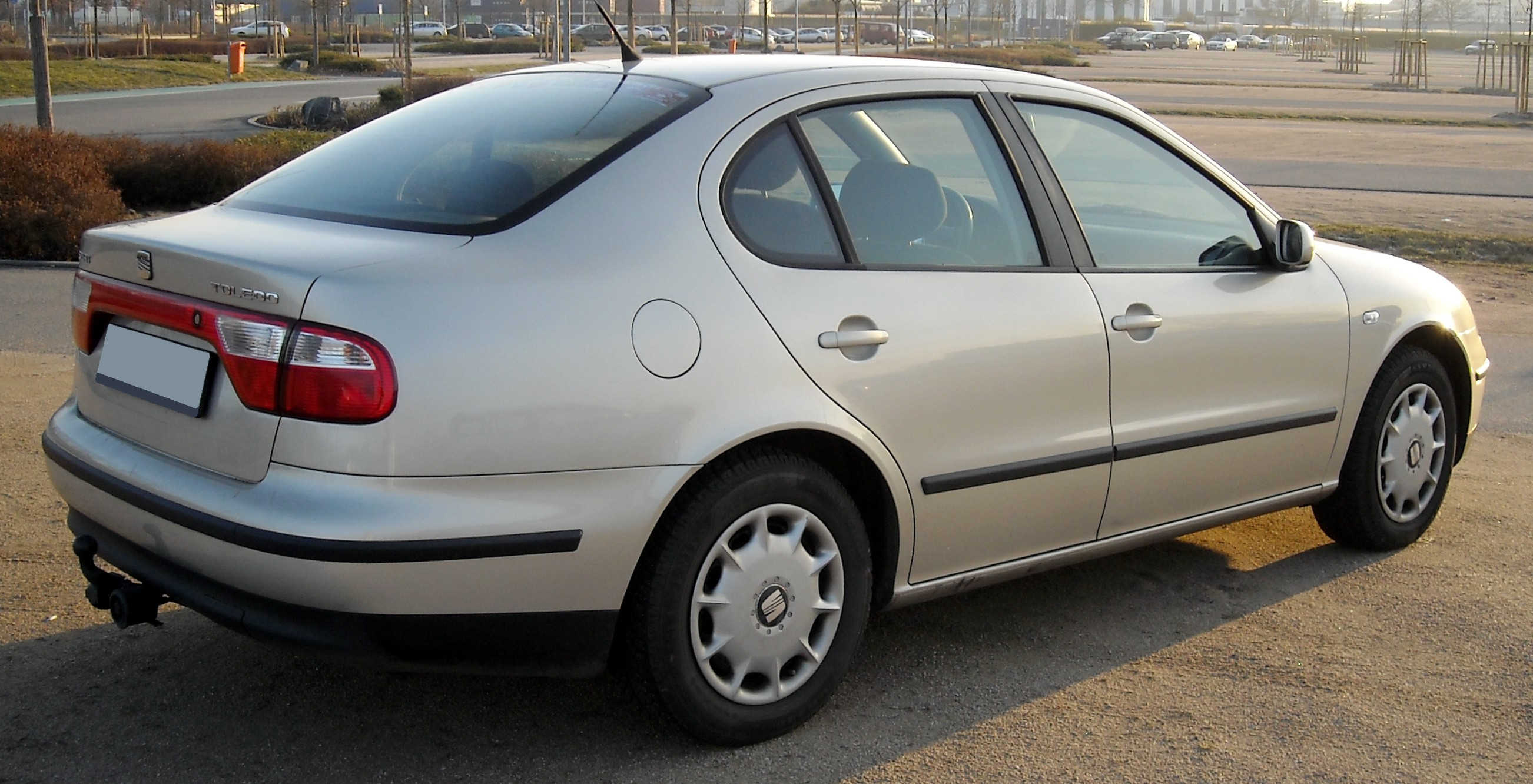
SEAT Toledo II - tył

SEAT Toledo II został po raz pierwszy oficjalnie zaprezentowany podczas targów motoryzacyjnych w Paryżu w 1998 roku.
Samochód został zbudowany na bazie płyty podłogowej wykorzystanej do produkcji m.in. Audi A3, Audi TT, Škody Octavii oraz Volkswagena Golfa IV. Auto również zaprojektowane zostało przez włoskiego stylistę Giorgetto Giugiaro. Deska rozdzielcza pojazdu została żywcem przeniesiona z Audi A3 I generacji. Rok później zaprezentowano wersję hatchback pojazdu o nazwie León.
| Wersje wyposażenia | Wersje wyposażenia | Wersje wyposażenia | Wersje wyposażenia |
| ------------------ | ------------------ | ------------------ | ------------------ |
| Stella             | Signo              | Sport              | Top Sport          |

### Silniki
| Silnik                | Kod silnika        | Pojemność skokowa [cm³] | Typ silnika        | Moc maksymalna [KM] przy obr./min | Maks. moment obrotowy [Nm] przy obr./min | Przyspieszenie 0-100 km/h [s] | Prędkość maks. [km/h] |                    |
| Silniki benzynowe:    | Silniki benzynowe: | Silniki benzynowe:      | Silniki benzynowe: | Silniki benzynowe:                | Silniki benzynowe:                       | Silniki benzynowe:            | Silniki benzynowe:    | Silniki benzynowe: |
| --------------------- | ------------------ | ----------------------- | ------------------ | --------------------------------- | ---------------------------------------- | ----------------------------- | --------------------- | ------------------ |
| 1.4 16V               | -                  | 1390                    | R4                 | 75 (55)/5000                      | 126/3800                                 | 14,6                          | 170                   |                    |
| 1.6 8V                | AKL                | 1595                    | R4                 | 101 (74)/5600                     | 145/3800                                 | 11.2                          | 188                   |                    |
| 1.6 16V               | AZD                | 1598                    | R4                 | 105 (77)/5700                     | 148/4500                                 | 10,9                          | 192                   |                    |
| 1.8 20V               | AGN                | 1781                    | R4                 | 125 (92)/6000                     | 170/4200                                 | 10,3                          | 200                   |                    |
| 1.8 20VT              | AUQ                | 1781                    | R4                 | 180 (132)/5500                    | 235/1950-5000                            | 7,7                           | 229                   |                    |
| 2.3 V5 10V            | AGZ                | 2324                    | VR5                | 150 (110)/6000                    | 205/3200                                 | 9.2                           | 216                   |                    |
| 2.3 V5 20V            | AQN                | 2324                    | VR5                | 170 (125)/6200                    | 225/3300                                 | 8.6                           | 225                   |                    |
| Silniki wysokoprężne: |                    |                         |                    |                                   |                                          |                               |                       |                    |
| 1.9 TDI               | ALH                | 1896                    | R4                 | 90 (66)/4000                      | 210/1900                                 | 12,7                          | 180                   |                    |
| 1.9 TDI               | ASV                | 1896                    | R4                 | 110/ (81)/4150                    | 235/1900                                 | 10,7                          | 193                   |                    |
| 1.9 TDI               | ASZ-               | 1896                    | R4                 | 130 (96)/4000                     | 310/1900                                 | 9,8                           | 205                   |                    |
| 1.9 TDI               | ARL                | 1896                    | R4                 | 150 (110)/4000                    | 320/1900                                 | 8,9                           | 215                   |                    |

## Trzecia generacja

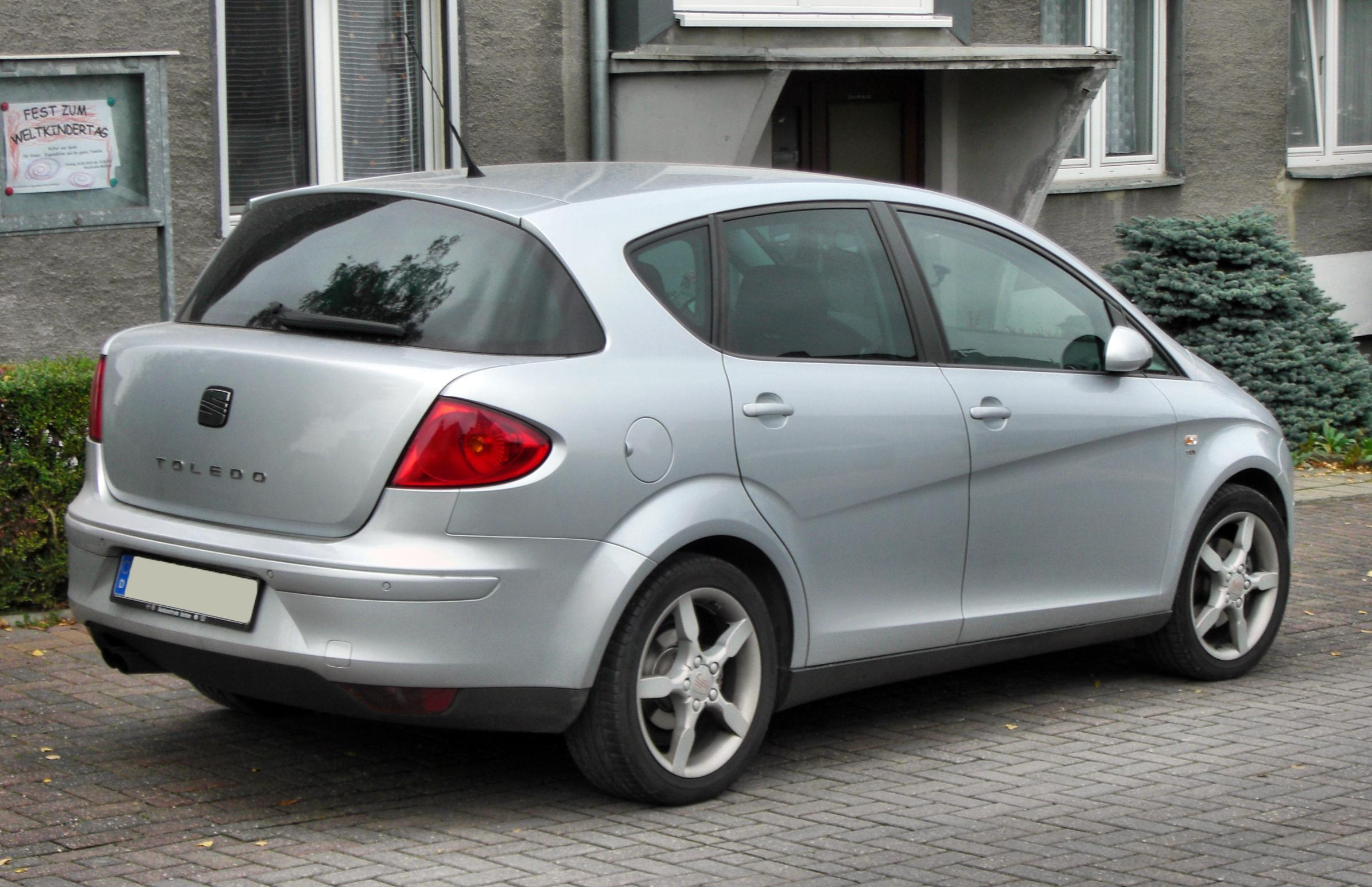
SEAT Toledo III - tył

SEAT Toledo III został zaprezentowany podczas targów motoryzacyjnych w Paryżu w 2004 roku.
Pojazd został poprzedzony zaprezentowanym w 2004 roku podczas targów motoryzacyjnych w Madrycie prototypem "Toledo Prototipo". Nadwozie pojazdu zaprojektował ówczesny projektant SEATa, Walter de'Silva. Toledo trzeciej generacji przyjęło zupełnie inną, niż w przypadku poprzedników i niespotykaną dotychczas w motoryzacji poza niszowym Renault Avantime koncepcję kompaktowego minivana ze stopniowanym tyłem w stylu nadwozia liftback. Model przez to nie posiadał bezpośredniej konkurencji. Samochód był de facto przedłużoną wersją modelu Altea, jednak w gamie producenta pełnił rolę niszową.
W marcu 2009 roku auto przeszło face lifting. Pojazd został wycofany z produkcji we wrześniu 2009 roku po niecałych 5 latach produkcji bez zaprezentowania następcy. Koncepcja połączenia liftbacka z minivanem nie została już więcej zastosowana przez SEATa, jednak pomysł na oferowanie powiększonej odmiany Altei producent wykorzystał ponownie przy okazji prezentacji modelu Altea XL.

### Wyposażenie
Standardowe wyposażenie pojazdu obejmuje m.in. system ABS i TCS, elektryczno-mechaniczne wspomaganie kierownicy, 4 poduszki powietrzne, radio CD oraz klimatyzację.
Auto opcjonalnie można było doposażyć m.in. w 8-głośnikowy system audio z odtwarzaczem CD/MP3, komputer pokładowy, tempomat, dwustrefową klimatyzację automatyczną, elektryczne sterowanie szyb, elektryczne sterowanie lusterek, system EBV, MSR, ESP, HBA, i DSR, a także skórzaną kierownicę, tapicerkę oraz lewarek zmiany biegów

### Silniki
| Silnik                | Pojemność skokowa [cm³] | Typ silnika        | Moc maksymalna [KM] przy obr./min | Maks. moment obrotowy [Nm] przy obr./min |                    |                    |                    |                    |                    |
| Silniki benzynowe:    | Silniki benzynowe:      | Silniki benzynowe: | Silniki benzynowe:                | Silniki benzynowe:                       | Silniki benzynowe: | Silniki benzynowe: | Silniki benzynowe: | Silniki benzynowe: | Silniki benzynowe: |
| --------------------- | ----------------------- | ------------------ | --------------------------------- | ---------------------------------------- | ------------------ | ------------------ | ------------------ | ------------------ | ------------------ |
| 1.4                   | 1390                    | R4 DOHC            | 86 (63)/5000                      | 132/3800                                 |                    |                    |                    |                    |                    |
| 1.6 8V                | 1595                    | R4 SOHC            | 102 (75)/5600                     | 148/3800                                 |                    |                    |                    |                    |                    |
| 1.8 TSI               | 1798                    | R4 DOHC            | 160 (118)/5000                    | 250/1500                                 |                    |                    |                    |                    |                    |
| 2.0 FSI               | 1984                    | R4 DOHC            | 150 (110)/6000                    | 200/3250                                 |                    |                    |                    |                    |                    |
| 2.0 TFSI              | 1984                    | R4 DOHC            | 200 (147)/5100                    | 280/1800                                 |                    |                    |                    |                    |                    |
| Silniki wysokoprężne: |                         |                    |                                   |                                          |                    |                    |                    |                    |                    |
| 1.9 TDI               | 1896                    | R4 SOHC            | 105 (77)/4000                     | 250/1900                                 |                    |                    |                    |                    |                    |
| 2.0 TDI               | 1968                    | R4 DOHC            | 136 (100)/4000                    | 320/1750                                 |                    |                    |                    |                    |                    |
| 2.0 TDI               | 1968                    | R4 DOHC            | 140 (103)/4000                    | 320/1750                                 |                    |                    |                    |                    |                    |
| 2.0 TDI DPF           | 1968                    | R4 SOHC            | 140 (103)/4000                    | 320/1750                                 |                    |                    |                    |                    |                    |
| 2.0 TDI DPF           | 1968                    | R4 DOHC            | 170 (125)/4200                    | 350/1750                                 |                    |                    |                    |                    |                    |

## Czwarta generacja

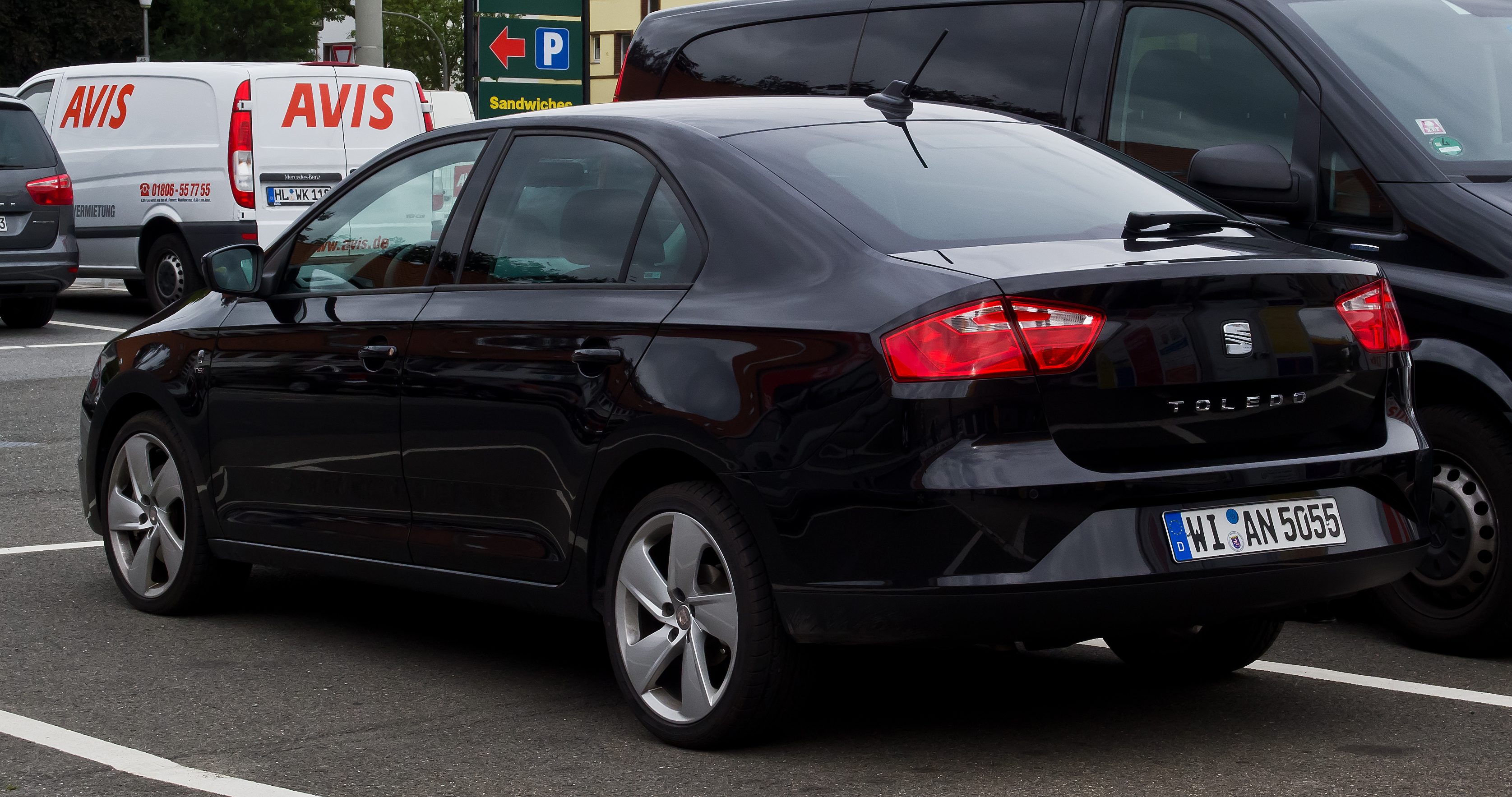
SEAT Toledo IV - tył

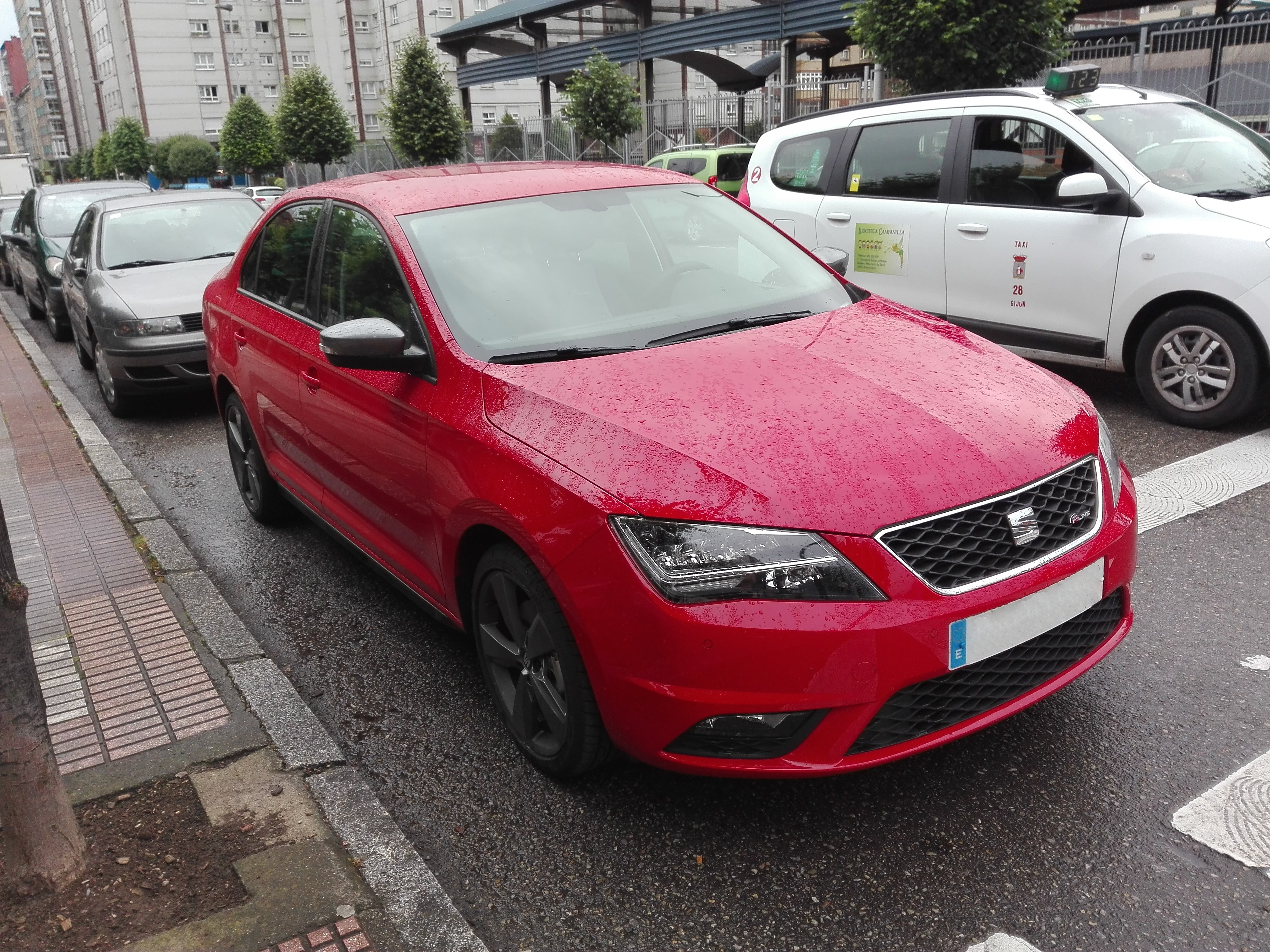
SEAT Toledo IV po liftingu

SEAT Toledo IV został zaprezentowany podczas targów motoryzacyjnych w Paryżu w 2012 roku.
Producent po 3 latach od zakończenia produkcji trzeciej generacji Toledo powrócił do tego nazewnictwa, mimo iż czwarte wcielenie Toledo nie jest bezpośrednim następcą dotychczasowego Toledo. Początkowo pojazd został zaprezentowany jako auto koncepcyjne podczas targów motoryzacyjnych w Genewie w 2012 roku. Auto jest bliźniaczą odmianą Škody Rapid, od której wyróżnia się m.in. przednimi i tylnymi reflektorami, zderzakami, atrapą chłodnicy oraz klapą bagażnika, a także kołem kierownicy i zegarami. Produkowane było w czeskiej fabryce Škoda Auto w Mladá Boleslav.

### Wersje wyposażeniowe
- Entry
- Reference
- Style

Standardowe wyposażenie pojazdu obejmuje m.in. 6 poduszek powietrznych, system ESP i EBA, 15-calowe felgi stalowe, zamek centralny, światła do jazdy dziennej oraz elektryczne sterowanie szyb przednich.
Opcjonalnie samochód doposażyć można m.in. w światła do jazdy dziennej wykonane w technologii LED, wielofunkcyjną kierownicę, podgrzewanie oraz elektryczne sterowanie lusterek, komputer pokładowy oraz klimatyzację, a także system nawigacji satelitarnej, podgrzewane przednie fotele, fotel kierowcy z regulacją wysokości oraz tempomat, światła przeciwmgłowe z funkcją doświetlania zakrętów, 16-calowe alufelgi, klimatyzację automatyczną oraz czujniki parkowania.
Lifting
W 2015 roku model przeszedł lifting. Zmieniono elementy wnętrza oraz dodano nowe elementy wyposażenia dodatkowego.
Największą zmianą są jednak zmodyfikowane jednostki napędowe. Wprowadzono silniki benzynowe z rodziny EA211 (m.in napędzane paskiem rozrządu zamiast wadliwego łańcucha) czterocylindrowe 1.2 TSI (1197cm3, 90KM, 110KM) oraz czterocylindrowe 1.4 TSI (1395cm3, 125KM). 
W 2017 ponownie zmieniono silniki benzynowe i wprowadzono jednostki trzycylindrowe 1.0 TSI (999cm3, 95 i 110KM).

### Silniki
| Silnik                | Pojemność skokowa [cm³] | Typ silnika        | Moc maksymalna [KM] przy obr./min | Maks. moment obrotowy [Nm] przy obr./min |                    |                    |                    |                    |                    |
| Silniki benzynowe:    | Silniki benzynowe:      | Silniki benzynowe: | Silniki benzynowe:                | Silniki benzynowe:                       | Silniki benzynowe: | Silniki benzynowe: | Silniki benzynowe: | Silniki benzynowe: | Silniki benzynowe: |
| --------------------- | ----------------------- | ------------------ | --------------------------------- | ---------------------------------------- | ------------------ | ------------------ | ------------------ | ------------------ | ------------------ |
| 1.2 MPI               | 1198                    | R3 DOHC            | 75 (55)/5400                      | 112/3750                                 |                    |                    |                    |                    |                    |
| 1.2 TSI               | 1197                    | R4 SOHC            | 85 (63)/4800                      | 160/1500-3500                            |                    |                    |                    |                    |                    |
| 1.2 TSI Ecomotive     | 1197                    | R4 SOHC            | 105 (77)/5000                     | 175/1550-4100                            |                    |                    |                    |                    |                    |
| 1.4 TSI               | 1390                    | R4 DOHC            | 122 (90)/5000                     | 200/1500-4000                            |                    |                    |                    |                    |                    |
| Silniki wysokoprężne: |                         |                    |                                   |                                          |                    |                    |                    |                    |                    |
| 1.6 TDI               | 1598                    | R4 SOHC            | 90 (66)/4200                      | 230/1500-2500                            |                    |                    |                    |                    |                    |
| 1.6 TDI Ecomotive     | 1598                    | R4 SOHC            | 105 (77)/4400                     | 250/1500-2500                            |                    |                    |                    |                    |                    |